# Navalmoral de Béjar
Navalmoral de Béjar – gmina w Hiszpanii, w prowincji Salamanka, w Kastylii i León, o powierzchni 11,08 km². W 2011 roku gmina liczyła 58 mieszkańców.